# Materiali gerarchici
Per materiali gerarchici si intendono quei materiali i cui elementi costitutivi sono organizzati in strutture multiscala. L'ispirazione per lo studio e l'impiego dei materiali gerarchici nasce dal campo biologico e dalla natura, in cui si trovano numerosi esempi di come complessi materiali compositi, strutturati in determinate geometrie e forme,  presentino specifiche caratteristiche di multifunzionalità, resistenza meccanica, self-organisation e enviromental responsiveness.
Le proprietà che contraddistinguono questi materiali sono il prodotto di un'efficace interazione tra gli elementi di diversa scala che li compongono, e dell'effettiva geometria e struttura di ciascun livello. I materiali che presentano gerarchie nella propria struttura presentano caratteristiche migliori di quelle del materiale definito monolitico o "continuo" cioè senza strutture gerarchiche emergenti. Per esempio il guscio madreperlaceo dei molluschi, composto per il 95% in volume di CaCO3, presenta il doppio della resistenza meccanica e un tenacità a frattura 3000 volte maggiore del CaCO3 monolitico.
Le incredibili proprietà mostrate da questi materiali bio-compositi nano strutturati hanno dato il via alla ricerca e produzione di nuovi materiali, bio-ispirati, che possano presentare caratteristiche simili. I potenziali vantaggi che hanno i materiali gerarchici sugli altri sono:
- La sinergia tra elementi strutturali sulle varie scale. Per esempio, in un materiale composito posso usare inclusioni di tipo fibroso per controllare la rigidezza del materiale, mentre posso usare una seconda fase di nanoparticelle immerse nella matrice per aumentare le proprietà di resistenza agli sforzi di taglio e compressione.[4]

- La possibilità di migliorare le proprietà di uno stesso materiale rispetto alla sua forma non strutturata. Per esempio, si è visto come ceramici gerarchici presentino sia una maggior resistenza che una maggior tenacità.[5]

- La possibilità di un controllo migliore delle proprietà legate alla presenza di un'interfaccia.

- La combinazione di vantaggi di nanomateriali e compositi.

## Tipi di gerarchia

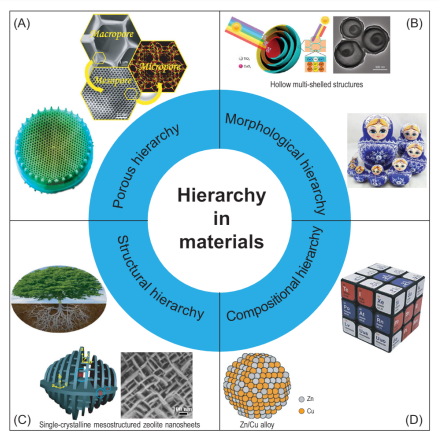
Categorizzazione delle strutture gerarchiche

Nel mondo dei materiali esistono 4 principali tipi di gerarchia: gerarchia porosa, gerarchia strutturale, gerarchia morfologica e gerarchia composizionale.
La gerarchia porosa consiste in strutture porose che possono essere ad ordine singolo, quindi con pori tutti di una dimensione, o a ordine multiplo, con pori di diverse dimensioni. Queste strutture possono spaziare da strutture micro-, meso- o macroscopiche, influenzando così le proprietà finali.
La gerarchia strutturale consiste nell'avere un preciso insieme di elementi strutturali per creare una struttura quanto più stabile, questo può avvenire a livello macroscopico o mesoscopico.
La gerarchia morfologica consiste nell'avere più strati di diverso materiale o con diverse proprietà similmente a come avviene in una matrioska.
La gerarchia composizionale consiste nell'avere un insieme di diverse composizioni chimiche in modo da ottenere proprietà uniche alle singole composizioni.

## Strumenti di valutazione e caratterizzazione

### Valutazione delle strutture
Una problematica nello studio di strutture gerarchiche, specialmente a livello nanoscopico, è la visualizzazione del sistema nel suo complesso, la presenza di strutture con scale molto diverse tra loro porta ad un aumento del grado di difficoltà rispetto alla normale caratterizzazione di materiali nanostrutturati. Infatti, non sarà sufficiente visualizzare la sola nanostruttura, bensì sarà necessario integrare la sua caratterizzazione nel sistema micro e mesoscopico in cui si trova. Per questra ragione l'utilizzo di un TEM, altrimenti molto utilizzato per caratterizzare strutture a queste dimensioni, non potrà essere utilizzato efficacemente.
Il SEM al contrario, con le dovute accortezze, può essere utilizzato per integrare la visualizzazione di tutte le varie strutture tramite una visualizzazione top-down, con le varie problematiche che ciò comporta, come ad esempio i limiti nella risoluzione massima raggiungibile.
Per strutture porose è stata ampiamente studiata la possibilità di utilizzare la tomografia multiscala, questa tecnica viene limitata dalla necessità di diffondere un materiale all'interno della struttura, generalmente mercurio o azoto (in questo caso viene studiato l'adsorbimento e il desorbimento del gas), tuttavia anche in questo caso, come per il SEM, vi è un limite nell'analisi singola della struttura che dovrà essere utilizzata in più fasi volendo ricavare le informazioni su tutta la struttura con la dovuta precisione. Questo approccio risulta comunque possibile grazie alla combinazione di diversi tipi di tomotgrafia, in particolare la tomografia a raggi X per le strutture microscopica e le tomografie a doppio fascio ionico concentrato ed elettronica per le strutture nanoscopiche. Questa proccedura oltre a essere piuttosto costosa, anche in termini di tempo, ha lo svantaggio di essere al momento utilizzata solo per ceramiche fuzionali e comunque risulta applicabile, in queste condizioni, solo per materiali porosi.

### Modellazione e studi computazionali
Negli ultimi anni sono stati sviluppati una serie di modelli matematici per materiali gerarchici. L'obiettivo di questi modelli è riuscire a dare una risposta su quali siano gli effetti della struttura gerarchica sulla risposta di un materiale (in un caso generale) e come poter ottenere la migliore struttura possibile per avere la proprietà desiderata.
I meccanismi che rendono i materiali gerarchici così interessanti sono legati all'interazione di elementi strutturati su varie scale. Per esempio, sotto sforzo meccanico il carico viene trasferito tra gli elementi di diversa scala. Per studiare l'effetto della struttura si usa il cosiddetto modello “Hierarchical Load Sharing” (HLS)(modello di condivisione gerarchica del carico). Secondo questo modello, il carico è trasferito dall'elemento più in alto (root) dell'albero gerarchico, detta radice, fino al più basso detto ramo (branch). Il carico è diviso in modo equo tra tutti i sotto-elementi di uno stesso ramo (finché essi interagiscono tra loro).
Per quanto riguarda la modellazione di materiali compositi con struttura gerarchica a fibre, si è visto che la resistenza del materiale aumenta proporzionalmente con il numero di livelli a cui sono presenti strutture gerarchiche. Inoltre, il modello per le fibre è adattabile anche per materiali che presentano un qualche tipo di particolato al loro interno tramite il modello “embedded equivalent fiber”.
Per quanto riguarda lo studio computazionale di questi materiali, il metodo di riferimento è sicuramente lo studio agli elementi finiti (FE).

## Rapporto tra le scale

Vista della Tour Eiffel

Il rapporto tra le scale è cruciale nel tipo di gerarchia e nel risultato finale, sia che questo sia promosso dalla natura o creato dall'uomo. Andando ad analizzare gerarchie su diverse scale di grandezza possiamo vedere proprietà e funzionalità completamente diverse tra loro.
Il caso più banale può essere ottenuto pensando a gerarchie macroscopiche, costruzioni di questo tipo sono chiaramente visibili ovunque intorno a noi. Diversi ponti ed edifici sfruttano complesse strutture meccaniche basate su gerarchie di elementi costruttivi per ottimizzare la loro stabilità, un esempio fra tanti è la Tour Eiffel. Tuttavia, nel mondo dei materiali riusciamo ad ottenere caratteristiche sempre più particolari andando ad analizzare o creare strutture gerarchiche in scale più ridotte.

### Materiali mesostrutturati
La mesostruttura è per definizione quella struttura di mezzo tra strutture macro e microscopiche, proprio per questo motivo è di difficile identificazione e fortemente legato al tipo di materiale e di struttura che andiamo ad analizzare.
Un esempio utile a comprendere la scala in considerazione è l'esempio del cartone, un materiale che partendo da una materia prima dalle scarse capacità meccaniche (la carta) riesce a ottenere discrete proprietà meccaniche utilizzando strutture ordinate a livello mesostrutturale, in questo caso parliamo di un intervallo compreso tra 50 µm e 1 mm.

### Materiali microstrutturati
Nel mondo dei materiali con microstruttura si intende una grandezza di intervallo micrometrico, in particolare si parla di microstruttura di un materiale quando si va a definire la grandezza tipica dei bordi di grano e delle varie strutture cristalline che comunemente vanno a formarsi.
Possiamo avere quindi grandezze diverse passando tra diverse classi di materiali, in generale alcune definizioni considerano la microstruttura come ciò che è visibile solo con una magnificazione microscopica di almeno 25 volte o con intervalli compresi tra le decine di micron e le centinaia di nanometri. Nella realtà, tuttavia, sarebbe più opportuno considerare il limite inferiore in funzione del cambio delle proprietà con il raggiungimento della nanoscala, il quale può variare di molto, specie in funzione del tipo di proprietà.

### Materiali nanostrutturati
I nanomateriali sono definiti come materiali con dimensioni caratteristiche di meno di 100 nm.
I materiali nanostrutturati sono dei materiali che devono le loro particolari proprietà all'avere una o più dimensioni caratteristiche piccole rispetto all'ordine di grandezza del processo considerato, e in genere in scala nanometrica o sub-nanometrica. Di conseguenza, il termine “materiale nanostrutturato” può assumere significato diverso a seconda dell'oggetto dell'interazione con il materiale. Quindi spesso accade che le loro proprietà siano molto diverse rispetto a quelle degli stessi materiali bulk non nanostrutturati.
Un semplice esempio di miglioramento delle proprietà dovuto alla scala è quello dell'invecchiamento delle leghe 2XXX di Al-Cu. Solo quando l'avanzamento tecnologico ha permesso di sfruttare microscopi TEM e metodi sofisticati di diffrazione a raggi X, si è scoperto che l'incremento delle proprietà meccaniche della lega erano massime quando i precipitati Θ′ sono spessi circa 10 nm e di diametro di 100 nm. Quindi l'invecchiamento delle leghe di alluminio è dovuto alla nanoscala.

## Praprietà legate alla gerarchia

### Proprietà ottiche
Materiali nanostrutturati permettono di ottenere notevoli proprietà ottiche, le quali vengono usate sia a livello ingegneristico sia da organismi viventi. Ad esempio, in natura vengono utilizzate queste strutture da diversi animali per ottenere la colorazione blu, al contrario degli altri colori, ottenuti tramite pigmenti, il colore viene prodotto da una struttura gerarchica fino alla dimensione nanometrica. Casi di questo tipo sono visibili in alcuni lepidotteri (Morpho menelaus) o dal piumaggio di alcuni uccelli, ad esempio il pavone (Pavo Cristatus).

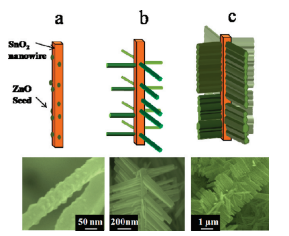
Struttura gerarchica in ZnO e SnO

Questo effetto viene ottenuto tramite un'intricata struttura gerarchica nanoscopica con più ordini di grandezza e con una forte impronta data dalla struttura frattale, tale struttura crea una serie di interazioni nella luce che la va a colpire. Infatti, attraverso proprietà diffrattive e di interferenza luminosa il sistema è in grado di generare la colorazione a partire da una luce sostanzialmente bianca, tutte le altre lunghezze d'onda (ad eccezione di quella blu) subiscono una interferenza distruttiva che porta alla loro cancellazione. La struttura presente sulle ali delle farfalle in questione sarà dunque tale per cui le distanze tra i diversi “rami” presenti in figura corrispondono alle lunghezze delle varie lunghezze d'onda da eliminare creando un'interferenza distruttiva secondo la legge di Bragg.
A livello ingegneristico le proprietà ottiche di maggiore interesse sono quelle nei campi del fotovoltaico e della fotocatalisi.  Per ottenere le proprietà volute vengono largamente utilizzati nanomateriali monodimensionali, quali CdTe, ZnO, Fe2O3/SnO2 e ZnO/TiO2. Combinando questi materiali tra loro siamo in grado di ottenere proprietà molto diverse tra loro. Essi vengono fatti crescere l'uno sull'altro con direzioni prestabilite in modo da ingegnerizzare al massimo alcune loro proprietà, quali ad esempio il band-gap.
Altri metodi per sviluppare queste strutture gerarchiche consistono nell'utilizzo di altri tipi di gerarchia, in particolare nel campo fotovoltaico si cerca di utilizzare una struttura di TiO2 per creare un confinamento fisico della luce aumentando così l'efficienza del sistema, non si va quindi ad utilizzare la combinazione di diversi materiali, bensì la modifica delle proprietà di un singolo materiale attraverso la creazione di strutture dalla topologia ben definita.

### Proprietà meccaniche
La gerarchia delle strutture ha un forte impatto per quanto riguarda la proprietà meccaniche di un materiale. Il motivo della buona resistenza meccanica e di tenacità di questi materiali va ricercato nell'influenza delle varie scale rispetto ai meccanismi di tenacizzazione, che possono essere divisi in due diversi tipi:
- meccanismi di natura estrinseca (operano dopo che la cricca si è aperta);
- meccanismi di natura intrinseca (operano prima che la cricca si apra).

In natura si trovano vari esempi di materiali che grazie alla gerarchia hanno proprietà meccaniche sono maggiori di quelle che sarebbero attese in base ai materiali costituenti.

#### Osso
L'osso presenta una struttura gerarchica organizzata in 5 livelli. Alla nanoscala troviamo il collagene che si organizza in fibrille a tripla elica, a loro volta queste fibrille sono compattate insieme a dei cristalli di idrossiapatite in fibre di dimensione maggiore (diametro di 1,5 nm). Ad una scala ancora superiore queste fibrille sono organizzate in strutture fibrose che vanno a formare gli osteoni e i canali Harvesiani. Questa è la composizione esterna della struttura dell'osso, in quanto all'interno esso presenta una struttura spugnosa che permette di alleggerire la struttura complessiva. Nel mondo dei materiali di origine vegetale il bambù presenta una struttura molto simile a quella dell'osso.

#### Madreperla
La particolare conformazione multiscala della madreperla le conferisce ottime proprietà meccaniche, che molluschi e gasteropodi sfruttano per proteggere i loro corpi molli da aggressioni e traumi esterni. La gerarchia della madreperla integra elementi in un ampio range di scale che spaziano dalla meso alla nanoscala. La madreperla è composta al 95% in peso di aragonite (forma cristallografica del CaCO3) e dal 5% materiale organico (che varia dall'organismo che la produce). La chiave delle notevoli proprietà meccaniche della madreperla dipendono proprio da questa piccola parte di sostanza organica e dal modo in cui si dispone tra le piastrine di aragonite.

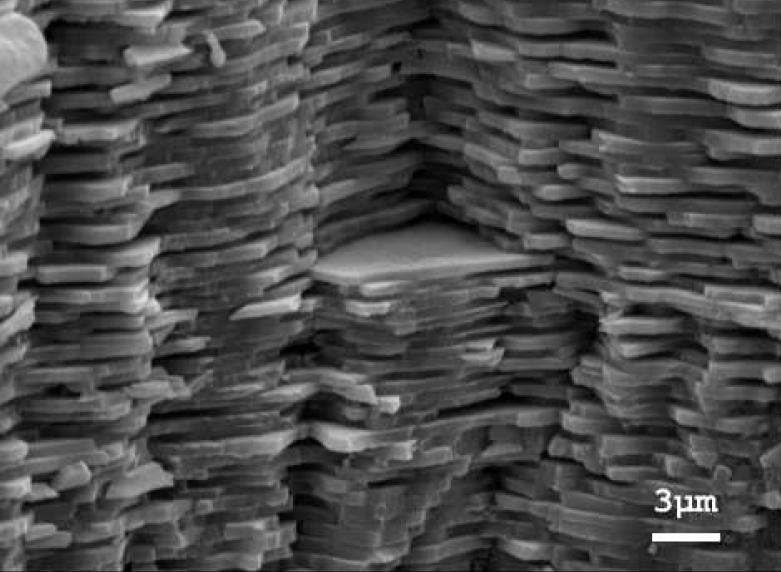
Microscopia elettronica di un frammento di madreperla. Si vedono chiaramente le piastre di aragonite che a compongono

La struttura di questo materiale è spesso riassunta con l'analogia di un muro di mattoni e malta (brick-and-mortar) in cui i mattoni rappresentano la parte cristallina di carbonato di calcio e la malta è costituita dal materiale organico.

### Proprietà superficiali
Le proprietà superficiali di materiali gerarchici nanostrutturati permettono di ottenere caratteristiche altrimenti inaccessibili, ad esempio superbagnabilità, autopulizia, notevoli capacità di adsorbimento e, soprattutto nelle strutture artificiali, in impieghi sensoristici.
In natura le piante di Nelumbo utilizzano proprio strutture di questo tipo per mantenersi pulite attraverso la creazione di sacche d'aria che vanno a modificare i punti di contatto tra la superficie solida e quella liquida, aggiungendo una fase gassosa. Questo effetto, noto come effetto loto, permette di ottenere un'elevata idrofobicità e viene studiato per essere riprodotto artificialmente per ricreare le stesse proprietà o, analogamente, proprietà superidrofiliche.
Nel mondo animale il geco sfrutta le incredibili proprietà di adesione superficiale dovute alla struttura gerarchica presente nelle sue zampe. L'interesse della comunità scientifica nei confronti di queste proprietà è dovuto al fatto che la comprensione dei fenomeni che la causano può portare alla riproduzione di questi in modo artificiale in nuovi tipi di adesivi cosiddettì secchi, cioè non a base di colle.
Anche il carbone attivo dimostra notevoli proprietà superficiali, in questo caso prevalentemente grazie alle sue elevate capacità di adsorbimento. Questo materiale grazie alla sua elevatissima porosità permette di avere un'elevatissima area superficiale (500-2500 m²/g), questo grazie alla sua porosità gerarchica, ovvero dalla presenza di tre diverse categorie di pori con dimensioni molto diverse tra di loro (da più di 50nm a meno di 2nm) e presenti l'uno all'interno dell'altro.

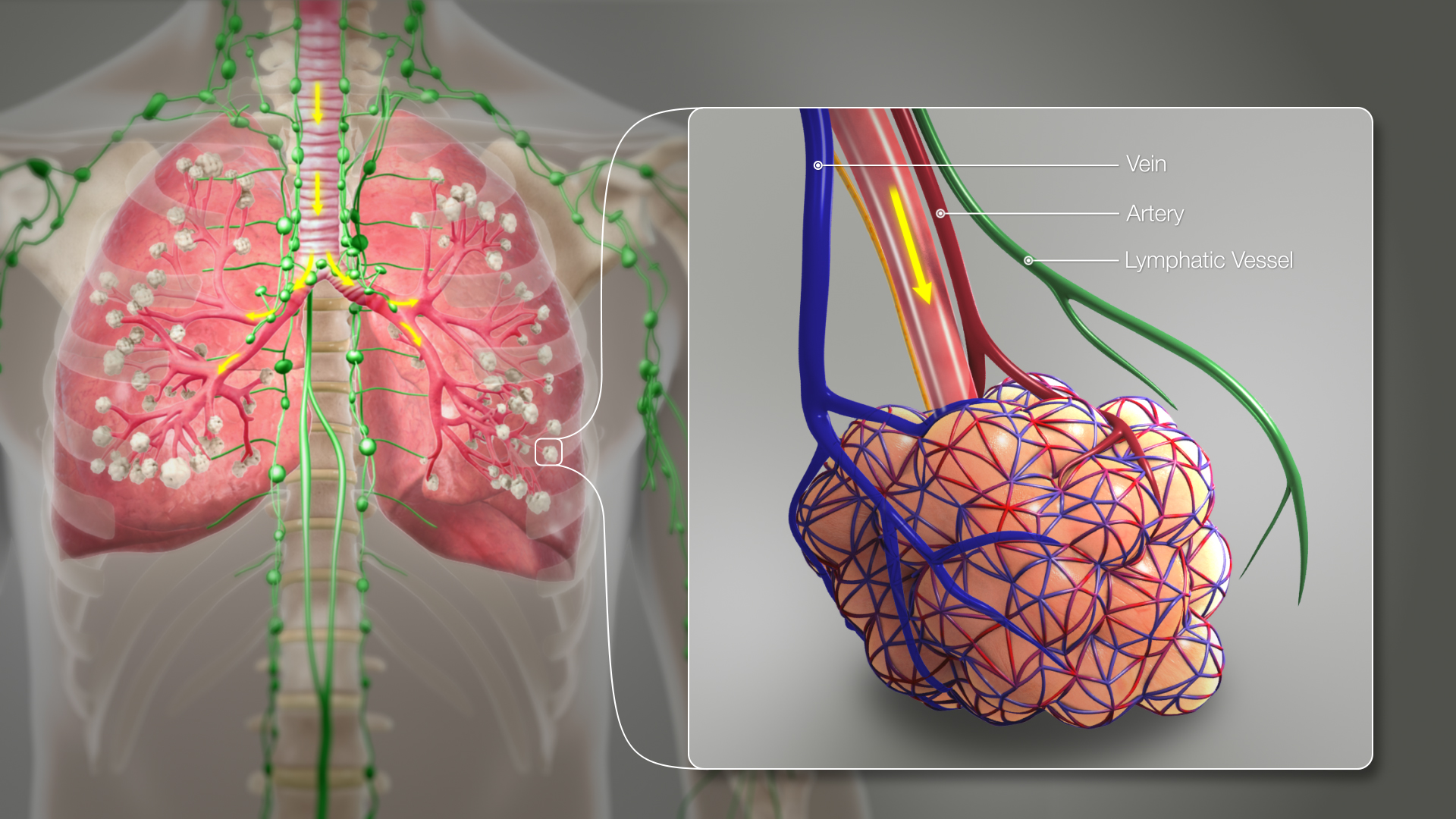
Immagine di un alveolo polmonare

Anche a livello biologico si incontrano tessuti con proprietà analoghe, in questo contesto di assorbimento, un caso di rilievo è rappresentato dagli alveoli polmonari, i quali, tuttavia, hanno una struttura che si protrae verso l'esterno tramite ramificazioni piuttosto che porosità interne. Questa struttura permette anche a organismi pluricellulari di assorbire (come fanno le cellule) l'ossigeno tramite diffusione senza bisogno di una driving force esterna e ottenendone a sufficienza da trasportarlo in tutte le cellule del corpo.
La possibilità di ottenere elevate aree superficiali viene ampiamente sfruttata anche, e soprattutto, per la creazione di sensoristica avanzata per la rilevazione di gas nocivi. L'ossido di zinco nanostrutturato è un materiale largamente presente in molti sensori per rivelare la presenza di ossidi di azoto, in particolare NO2. Questo sistema viene assemblato tramite Physical Vapour Deposition (PVD) in evaporazione utilizzando un substrato di vetro utilizzato per la crescita dello zinco metallico. Per ossidare il film questo viene riscaldato in un'atmosfera di gas inerte e aria, così facendo otteniamo una struttura gerarchica basata sulla formazione di nanobastoncelli cresciuti su una massa di nanotubi, questa struttura porta ad un notevole aumento dell'area superficiale con ovvi benefici sull'adsorbimento dei gas da rilevare e anche ad un aumento dell'angolo di contatto con l'acqua dovuto ad una più alta rugosità.

## Sintesi di nanostrutture gerarchiche
I metodi di sintesi di nanostrutture gerarchiche possono essere classificati in diverse categorie, e non c'è una classificazione univoca.
La prima macro-distinzione è tra l'approccio di sintesi top-down e quello bottom-up.
L'approccio top-down consiste del lavorare un materiale bulk tramite la rimozione di materiale fino ad ottenere la struttura desiderata. Include processi come la litografia, l'etching chimico e fisico, la macinazione e l'esfoliazione.
L'approccio bottom-up consiste nello sfruttare fenomeni fisici e chimici che avvengono alla nanoscala per assemblare il materiale o la struttura a partire dai componenti che la compongono, quindi nel caso di nanostrutture, atomi o molecole o altre nanostrutture già precedentemente formate.
Tipicamente si usano approcci top-down quando si ha a che fare con solidi, mentre bottom-up quando si usano liquidi o gas/vapori.
Esiste anche un approccio ibrido che utilizza entrambi i metodi precedenti, contemporaneamente o in successione.

### Metodi top-down

#### Litografia
Esistono numerose tipologie di metodi litografici, che sfruttano diversi effetti, ma hanno tutte in comune il fatto di essere delle tecniche top-down, che partono da un substrato che può essere di diversi materiali e ne modificano selettivamente la superficie per renderla micro/nanostrutturata.

Processo di fotolitografia

Generalmente si applica una maschera sulla superficie, e si fa uso di luce o elettroni per rimuovere selettivamente le aree non coperte, ottenendo un pattern che può essere nanometrico, infine la maschera può essere rimossa se necessario. Alcune tecniche ibride come, ad esempio, il nanoimprinting lithography, possono essere usate per fabbricare superfici gerarchiche. Queste possono essere ottenute anche eseguendo più volte la litografia su scale sempre più piccole. Ad esempio, possono essere ottenute delle superfici gerarchiche superidrofobiche con questi metodi.

### Metodi bottom-up

#### Templating
Una strategia di sintesi è il templating, ovvero l'utilizzo di uno stampo o un modello, grazie al quale si ottiene una replica in positivo o negativo della struttura del template utilizzato.
Un template può essere una qualsiasi entità nanostrutturata le cui dimensioni, morfologia e distribuzione di carica agiscano come guida o stampo per replicarne le caratteristiche sul materiale da formare.
I template sono classificati ulteriormente in hard template e soft template
Gli hard template rimangono rigidi e non si deformano durante la sintesi, mentre i soft template possono modificarsi, riarrangiarsi o formarsi in concomitanza con il materiale di interesse. Questa tecnica permette di ingegnerizzare e strutturare grandi superfici in poco tempo, ed è una delle tecniche di sintesi più utilizzate per la creazione di materiali gerarchici nanostrutturati.
Ci sono molte tecniche di hard e soft templating usate per creare nanomateriali, ma in questa pagina vengono riportati solo i più utilizzati per la sintesi di materiali gerarchici nanostrutturati.

##### Hard templating (nanocasting)

###### Template di cristalli colloidali
I cristalli colloidali sono degli aggregati altamente ordinati di particelle, con la particolarità di avere tra loro dei vuoti interstiziali uniformi e ripetitivi.
Le sintesi di materiali gerarchici che sfruttano queste strutture consistono nella replica diretta della superficie tramite deposizione e ricoprimento, oppure nella replica inversa attraverso infiltrazione. In questo caso, utilizzando template con struttura simile all'opale, è possibile, tramite infiltrazione di una seconda fase, la creazione di una struttura gerarchica porosa detta opale inverso, che ha particolari proprietà ottiche, come l'indice di rifrazione negativo. 

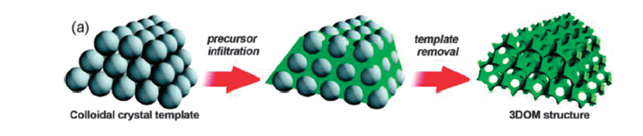
Esempio di hard template a cristalli colloidali per la realizzazione di una replica in negativo con porosità gerarchiche

Per la deposizione del materiale sul substrato possono essere utilizzate innumerevoli tecniche, dalla deposizione in fase di soluzione a quella in fase di vapore, come anche l'elettrodeposizione.
Si possono ottenere strutture gerarchiche, ad esempio, utilizzando per il template particelle di due diverse dimensioni, oppure particelle porose o contenenti agenti porogeni.
I template possono essere costituiti da materiali organici, ad esempio polimeri, oppure da materiali inorganici, come ossidi metallici. I primi sono più facili da rimuovere per dissoluzione, mentre i secondi richiedono più tempo e l'utilizzo di basi e acidi forti, con conseguenti rifiuti pericolosi.

###### Materiali biologici
I materiali biologici sono la principale fonte di ispirazione per la creazione di materiali gerarchici, in quanto la natura è la migliore a creare strutture complesse. Millenni di evoluzione hanno portato alla creazione di nanostrutture gerarchiche altamente specializzate per l'esecuzione di alcune specifiche funzioni, che spesso noi vogliamo replicare. Perciò usare come template dei materiali biologici è il modo più semplice per copiarne le caratteristiche. Vengono comunemente utilizzate parti di organismi vegetali e farine fossili.

##### Soft templating
Consiste nel contemporaneo auto assemblaggio del template e della specie da formare. 

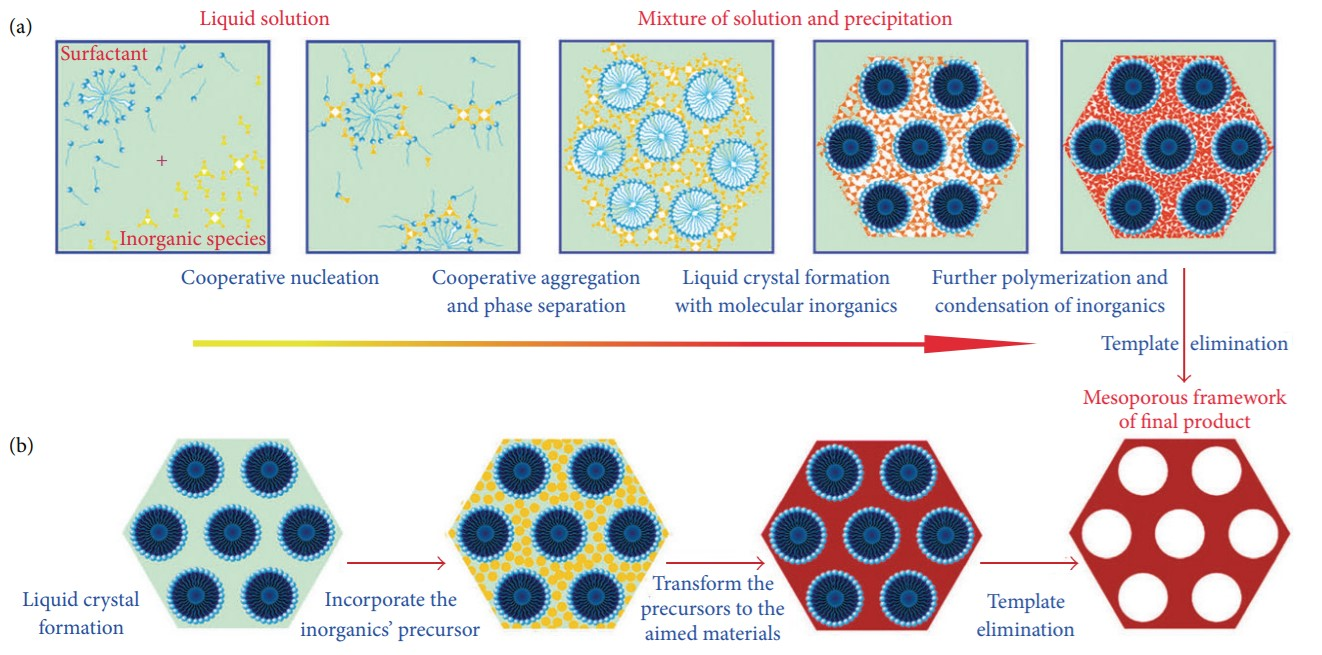
metodi di soft templating

###### Dual micellar template
Metodo usato per la creazione di materiali mesoporosi con due (o più) scale di porosità. Consiste nell'utilizzo di copolimeri a blocchi anfifilici insieme con liquidi ionici (che possono avere comportamento simile a surfattanti). La scelta di queste due specie è dettata dal fatto che possono assemblarsi in maniera ordinata formando una superstruttura sotto forma di liquido liotropico o cristalli liquidi.

###### Emulsion templating
Consiste nell'utilizzare delle emulsioni o microemulsioni per creare materiali gerarchici macroporosi. Due liquidi immiscibili e dei surfattanti vengono miscelati e agitati vigorosamente per creare il rapporto desiderato tra le due fasi. Si solidifica il sistema tramite polimerizzazione per emulsione o polimerizzazione per condensazione, formando un polimero con gerarchia porosa.

###### Polimerization induced phase separation
Definita l'energia libera di Gibbs come
∆G=∆H-T∆S
Dove ∆H è la differenza di entalpia, T è la temperatura assoluta, ∆S è la differenza di entropia (tra stato iniziale e finale di un processo). Quando ∆G<0 il processo è favorito e avviene spontaneamente, mentre se ∆G>0 il processo è sfavorito, quindi non avviene.
Se consideriamo il ∆G per il mescolamento di due componenti, se questo è negativo essi si mescoleranno, se è positivo le fasi resteranno separate. La polimerization induced phase separation si basa su questo principio. Se perturbiamo una miscela di due componenti che hanno un ∆G di miscela negativo, e agiamo sull'entropia o sulla temperatura, è possibile portare la variazione di energia libera ad un valore positivo e quindi rendere sfavorevole la condizione di miscibilità. Di conseguenza si ha una separazione delle fasi all'interno di tutto il volume di reazione contemporaneamente, che porta alla formazione di numerosi pori.
Si può quindi agire in due modi:
- Abbassare la temperatura (raffreddamento fisico)
- Aumentare il grado di polimerizzazione dei componenti, riducendo quindi il valore assoluto del termine entropico (raffreddamento chimico)

Si formano quindi delle strutture porose gerarchiche con porosità interconnesse, dalle quali è poi possibile rimuovere la rimanente fase liquida ad esempio tramite evaporazione.

### Auto-assemblaggio
Per definizione l'auto-assemblaggio è “l'associazione e organizzazione spontanea di numerose entità individuali a formare delle strutture coerenti e ben definite, senza intervento esterno”.
Il meccanismo, quindi, sfrutta la termodinamica e la cinetica del sistema, che tende a portarsi alla minima energia, formando strutture più stabili in determinate condizioni.
Molte delle tecniche di sintesi sfruttano meccanismi di autoassemblaggio, e di seguito ne vengono riportate alcune con impatto significativo, classificate in base allo stato fisico nel quale avviene il processo.

#### Stato liquido

##### Sintesi solvotermica
La sintesi solvotermica è un tipo di sintesi di nanomateriali tipicamente usata per nanoparticelle, ma può anche essere usata per altre nanostrutture, come i film sottili, o materiali gerarchici porosi. Consiste nell'utilizzare un solvente ad alta temperatura (100-1000 °C) e pressione (1-10000 atm), all'interno nel quale si fanno interagire dei precursori dei materiali che formeranno le nanostrutture. È un metodo utilizzato anche per produrre nanostrutture gerarchiche, come ad esempio nanoflowers.
Se il solvente è acqua, la tecnica viene detta sintesi idrotermica.
I meccanismi per la sintesi delle nanoparticelle includono la nucleazione e la crescita, e quando si vogliono ottenere più complicate strutture gerarchiche entrano in gioco anche la maturazione di Ostwald, l'auto-assemblaggio e l'effetto Kirkendall.

##### Layer by layer assembly

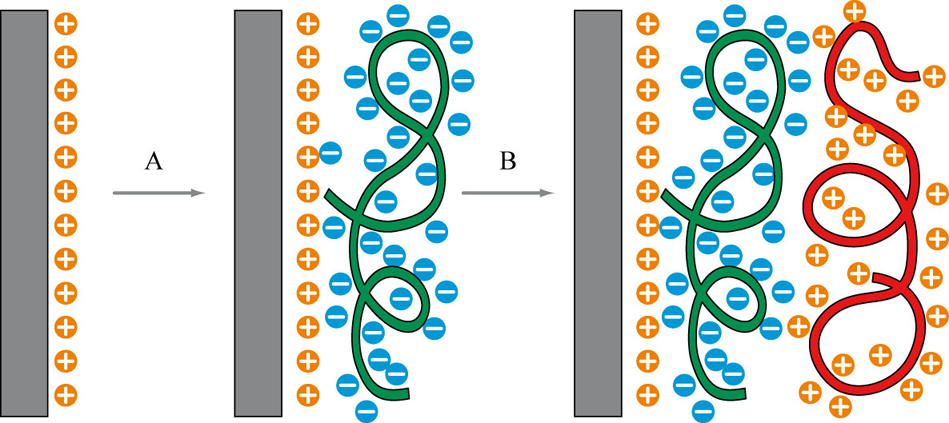
Illustrazione raffigurante il processo di assemblaggio Layer by Layer

Consiste nella deposizione successiva di diverse specie in strati micro/nanometrici con cariche opposte in una soluzione. Permette un ottimo controllo dello spessore degli strati, ma è un processo molto lento.

##### Freeze casting

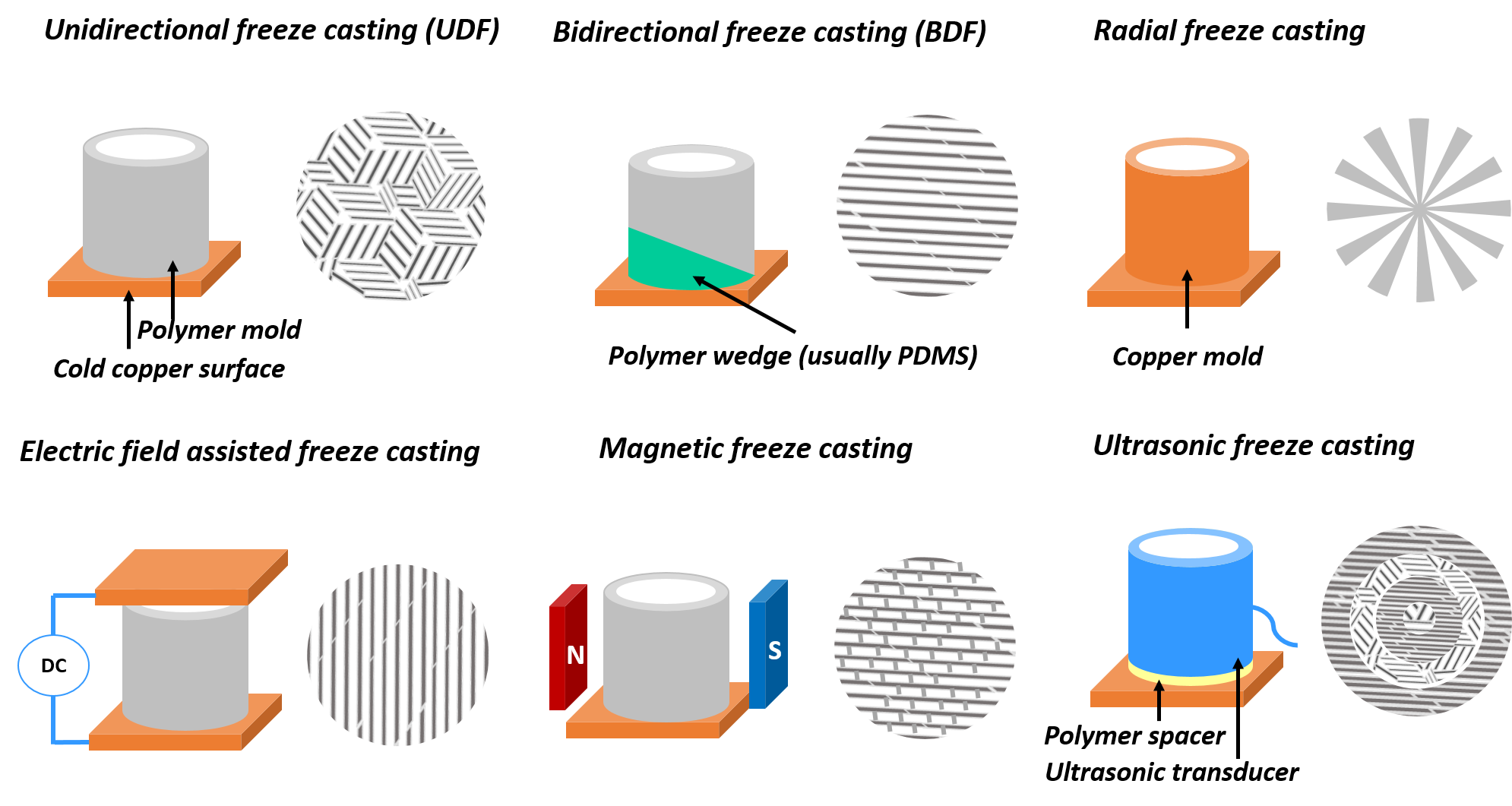
Diverse metolologie di sintesi per Freeze casting

Metodo basato sulla fisica della formazione del ghiaccio. Si prepara una sospensione di particelle ceramiche di dimensioni controllate e la si fa solidificare in modo controllato. Il ghiaccio cresce creando dei dendriti, che crescendo spostano le particelle ceramiche, formando strati ceramici e di ghiaccio. Il ghiaccio viene poi sublimato formando uno scaffold ceramico. Viene poi aggiunta una seconda fase più tenace come un polimero o un metallo. Il composito può essere successivamente pressato per rompere gli strati ceramici e formare delle tessere, ad esempio, per mimare la struttura della madreperla.

#### Stato vapore

##### CVD e PVD
È possibile la realizzazione di nanostrutture gerarchiche anche con i metodi utilizzati usualmente per depositare film sottili, come la deposizione chimica in fase vapore (CVD) e la deposizione fisica in fase vapore (PVD). I fattori che influenzano maggiormente la tipologia e l'estensione delle nanostrutture sono la temperatura e il tempo di esposizione.

#### Stato solido

##### Decomposizione spinodale

Animazione raffigurante il meccanismo di decomposizione spinodale

La decomposizione spinodale avviene quando una fase si separa spontaneamente in due nuove fasi, senza che avvenga il fenomeno della nucleazione. Il fenomeno è dovuto alle continue fluttuazioni di energia libera del sistema, che invece di equilibrarsi per tornare all'equilibrio, si accentuano fino a portare alla separazione totale delle fasi.

### Sintesi di nanomateriali gerarchici biomimetici
I metodi per replicare le strutture e le proprietà dei materiali naturali sono numerosi, e molto diversi a seconda dello specifico materiale che si vuole replicare. Spesso i materiali naturali sono dei nanocompositi ibridi gerarchici, composti da una matrice organica e da fillers inorganici. I metodi più comuni per la fabbricazione di alcuni materiali gerarchici biomimetici sono riportati di seguito.

#### Madreperla
La struttura della madreperla può essere modellizzata come un muro di mattoni e malta (brick and mortar), dove i mattoni sono piastre nanoscopiche di aragonite e la malta è tipicamente materiale organico, di solito proteine. Le proprietà della madreperla sono eccezionali e si cercano modi sempre più efficienti per sintetizzare materiali con le sue proprietà.
Per creare una struttura simile alla madreperla vanno considerati numerosi fattori. Prima di tutto la fase organica deve bagnare bene la parte inorganica per permettere di trasferire gli stress uniformemente nel materiale, inoltre le particelle inorganiche devono essere ben disperse nella matrice e non aggregarsi, e infine queste devono essere allineate in piani paralleli.
Uno dei metodi per creare la struttura della madreperla è il Layer by Layer assembly, ovvero la deposizione di strati alternati di due o più materiali, con carica opposta. Ad esempio, sono stati usati montmorillonite e PVA (poli vinil alcol). La struttura creata, con layer di circa 5 nanometri, e spessore totale di 1,5 micron, ricorda molto bene quella della madreperla naturale. La montmorillonite e il PVA hanno sono molto affini e quindi il primo problema è superato, inoltre il LBL assembly permette di ottenere film privi di aggregati e con le lamelle di argilla ben disperse. Lo studio in questione ha portato alla creazione di un film sottile di madreperla artificiale con modulo di Young di 106 GPa e resistenza meccanica di 400 Mpa.
Alternativamente è stata proposta la creazione di film sottili anche attraverso evaporation induced self assembly, che consiste nel depositare su un substrato una soluzione con un alcol come solvente, dei surfattanti e una fase inorganica, e successivamente far evaporare il solvente, aumentando la concentrazione dei surfattanti e creando dei cristalli liquidi auto assemblati. Nel caso in questione sono state utilizzate delle micropiastre di brushite (fosfato di calcio) e alginato di sodio come fase organica.
Resta ancora difficile però realizzare dei materiali tridimensionali che mimino la madreperla. È stata proposta una soluzione a questo problema tramite la sovrapposizione di numerosi film uno sull'altro, e successiva compressione. Si forma quindi un materiale composito con proprietà e struttura simili a quelle della madreperla.
Altre metodologie per la fabbricazione di materiali bulk tridimensionali comprendono il freeze casting, la mineralizzazione, la coestrusione e l'additive manufacturing.

#### Zampe del geco
Le proprietà delle zampe del geco che gli permettono di arrampicarsi sulle superfici sono dovute a delle strutture gerarchiche troppo complesse da replicare fedelmente, quindi ci si è limitati per il momento a creare delle superfici adesive con lo stesso principio di funzionamento, ma senza i diversi gradi di gerarchia.
In particolare, si è utilizzato l'electron beam lithography per creare dei pilastri alti 2 micron e spessi 500 nm su un film sottile di poliammide. in questo modo si può creare una superficie adesiva che funziona tramite forze di Wan der Waals e che, come le zampe del geco, può essere attaccata e staccata più volte mantenendo le proprietà di adesione.
il gecko tape così fabbricato supporta un carico di circa 70 nN per nanopilastro, e complessivamente circa 3N/cm2, mantenendo le sue proprietà anche dopo diversi cicli di adesione.
Purtroppo, l'adesivo così creato non ha una durata paragonabile a quella della sua controparte naturale, in quanto i nanopilastri tendono a rompersi e attaccarsi l'uno all'altro, inoltre il materiale non ha alcuna proprietà di auto-pulizia, e tende quindi a sporcarsi e perdere forza adesiva.

#### Ali di farfalla
Le ali di alcune farfalle, in particolare della Morpho menelaus, hanno una particolare colorazione blu iridescente, dovuta ad una colorazione strutturale e non a pigmenti. La particolare struttura gerarchica ad “abeti” crea fenomeni di interferenza distruttiva che determinano le proprietà ottiche.
La volontà di replicare queste particolari strutture si basa sul fatto che il colore visibile rimane invariato in un ampio campo di angoli di visione, e sul fatto che modificando l'altezza o la spaziatura tra le strutture ad abete si può controllare il colore e quindi le lunghezze d'onda della luce riflessa o assorbita. Queste caratteristiche potrebbero migliorare molti tipi di sensori attualmente in uso, come ad esempio di gas, sostanze chimiche o temperatura, oppure potrebbero essere integrate in display, etichette anticontraffazione o in tecnologie per la mimetica.
Una via per la fabbricazione di queste nanostrutture bioispirate consiste nella deposizione di strati alternati di SiO2 e Si3N4 su un substrato di silicio attraverso LPCVD (Low Pressure Chemical Vapor Deposition), seguita dall'applicazione di una maschera polimerica di dimensioni e forma predefinite, per poi utilizzare la Reactive-Ion Etching (RIE). Successivamente le strutture rimanenti vengono parzialmente dissolte con una soluzione di acido fluoridrico, e infine lavate in acqua. In questo modo è possibile ottenere un template che può essere utilizzato tal quale o sfruttato per la fabbricazione di film di materiale polimerico che abbiano le stesse proprietà ottiche. Quindi si possono fabbricare superfici relativamente estese in poco tempo.

#### Foglie di loto
le foglie di loto hanno una particolare struttura che le rende superidrofobiche, facendo scivolare via le gocce d'acqua, in quanto l'angolo di contatto tra queste e la foglia è superiore a 150°. Grazie a questa peculiarità le foglie di loto sono anche auto pulenti, ovvero sfruttano le gocce d'acqua per trascinare via le particelle di sporco sulla superficie.

Tra le proprietà dei biomateriali gerarchici, la superidrofobicità è una di quelle relativamente più semplici da imitare, e sono stati studiati diversi sistemi di fabbricazione di superfici superidrofobiche. I metodi di sintesi più interessanti sono quelli che permettono di nanostrutturare le superfici con un unico processo, e ancor di più quelle che utilizzano metodi semplici e scalabili facilmente in scala industriale. Di seguito alcuni esempi. 

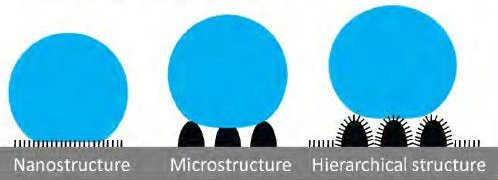
Effetto della gerarchia per la superidrofobicità

Uno dei metodi più semplice è l'immersione (ricoprimento) di un substrato in una soluzione. Ad esempio, l'immersione di un tessuto in una soluzione di 0,2 g di cloridrato di dopamina in 100 μL di dodeciltrimetossisilano (DTMS) per 12 ore a 50 °C permette di renderlo superidrofobico in un unico passaggio. Questo metodo è vantaggioso perché permette di creare spugne e tessuti che repellono l'acqua ma assorbono gli olii, che possono essere utili per pulire superfici solide ma anche di liquidi inquinati da sostanze oleose.
Un altro metodo che può essere utilizzato è la dissoluzione. Può essere di diversi tipi, ad esempio etching chimico o tramite laser o plasma. È successivamente necessaria una successiva funzionalizzazione per rendere la superficie idrofobica.
Anche la sintesi idrotermica è un metodo valido, che permette di depositare su un substrato delle nanostrutture, come nanofiori o nanofili, che creano una struttura rugosa gerarchica e rendono il substrato superidrofobico.
In generale uno dei metodi più utilizzati è il coating o l'adsorbimento superficiale di sostanze fluorurate o silani, che permettono di diminuire l'energia superficiale, portando a superidrofobicità. Se questo avviene su una superficie già di per sé rugosa, si può ottenere una nanostruttura gerarchica con angoli di contatto ancora maggiori.